# 唐昭陵
昭陵是唐太宗李世民（598年—649年）的陵墓，位于咸阳市礼泉县九嵕山，是关中“唐十八陵”中规模最大的一座。

## 概要
昭陵始建于贞观十年（636年），是为埋葬临终前要求因山而葬、不起坟墓的长孙皇后而开凿。陵墓依山而建，开创了唐代帝王陵寝依山为陵的先例。陵前的陪葬墓群为扇形，大概有200多座，其中有李世民妃嫔、初唐诸王、公主的墓葬，以及魏徵、李靖、李世勣、房玄龄、尉迟恭等功臣陪葬墓。著名的“昭陵六骏”浮雕原置于陵园北面祭坛司马门内东西两庑，现有四骏陈列于西安碑林，另外二骏流落美国。
五代时期，昭陵连同其他除唐乾陵之外的唐朝皇陵一并遭到了时任耀州节度使温韬的盗掘，大量陪葬文物从此下落不明。
1979年昭陵博物馆建成。昭陵是全国重点文物保护单位。

## 陪葬墓
昭陵陪葬墓200余座，其中距离主陵九嵕山最近的是贵妃纪国太妃韦珪的陪葬墓；距离主陵九嵕山最近的功臣陪葬墓是魏徵墓。两墓是昭陵墓群中唯二的以山为墓的陪葬墓。
1. 越国太妃燕氏
2. 赵国太妃杨氏
3. 纪国太妃韦氏，以山为墓，距离昭陵主陵最近，规格最高。
4. 贤妃郑氏
5. 昭容韦尼子
6. 徐賢妃，葬昭陵石室。
7. 郑国夫人（身份不详）
8. 彭城国夫人刘娘子（唐太宗乳母）
9. 恒山王李承
10. 蜀王李愔
11. 蒋王李恽
12. 越王李贞
13. 子琅琊王李冲
14. 子常山公李倩
15. 纪王李慎
16. 子嗣纪王李澄（李铁诚）
17. 赵王李福
18. 曹王李明
19. 子千金王李俊
20. 清河公主
21. 驸马程处亮（程知节之子）
22. 晋国公主
23. 驸马韦思安
24. 豫章公主
25. 驸马唐尚识（唐俭之子）
26. 新兴公主
27. 驸马长孙曦
28. 兰陵公主
29. 驸马窦怀哲（窦德素之子）
30. 高密公主
31. 驸马段纶（段文振之子）
32. 长乐公主
33. 驸马长孙冲（长孙无忌长子）
34. 遂安公主
35. 驸马王大礼
36. 南平公主
37. 驸马刘玄意（刘政会之子）
38. 衡阳公主
39. 驸马阿史那社尔
40. 新城公主
41. 城阳公主
42. 驸马薛瓘
43. 长广公主
44. 驸马杨师道（杨雄之子）
45. 襄城公主
46. 驸马萧锐
47. 长沙公主
48. 驸马豆卢怀让（豆卢宽之子）
49. 安康公主
50. 驸马独孤彦云（独孤谌）
51. 临川公主
52. 驸马周道务（周孝范之子）
53. 普安公主
54. 驸马史仁表
55. 虞国公温彦博
56. 褒国公段志玄
57. 郢国公宇文士及
58. 郑国公魏徵，以山为墓。
59. 子卫尉卿魏叔玉
60. 右武卫将军李思摩
61. 国子祭酒孔颖达
62. 礼部侍郎孔志约
63. 工部侍郎孔元惠
64. 晋州刺史裴艺
65. 芮国公豆卢宽
66. 子芮国公豆卢仁业
67. 邠国公豆卢贞松
68. 将军豆卢承基
69. 琅琊郡公牛进达
70. 梁国公房玄龄
71. 申国公高士廉
72. 太常卿薛收
73. 禮部尚書张胤
74. 卫国公李靖
75. 英国公李勣
76. 子梓州刺史李震
77. 鄂国公尉迟敬德
78. 子卫尉卿尉迟宝琳
79. 嘉川郡公周护
80. 冠军大将军许洛仁
81. 左戎卫大将军杜君绰
82. 卢国公程知节
83. 胡国公秦叔宝
84. 汉东郡公李孟尝
85. 洪州都督吴黑闼
86. 内侍张阿难
87. 内侍王波利（王涛）
88. 中书令马周
89. 子吏部侍郎马载
90. 薛国公阿史那忠
91. 莒国公唐俭
92. 子殿中少监唐嘉会
93. 太常卿褚亮
94. 左金吾大将军梁仁裕（梁敏）
95. 中书令崔敦礼
96. 兵部尚书房仁裕
97. 郕国公姜行本（姜确）
98. 子吏部尚書姜遐
99. 子郕国公姜简
100. 邢国公王君愕
101. 凉国公安元寿
102. 将军乙速孤晟
103. 子右武卫将军乙速孤行俨
104. 孙将军乙速孤神庆
105. 中书令岑文本
106. 并男岑方倩
107. 子秘书监岑曼倩
108. 宋国公萧瑀
109. 高阳郡公许敬宗
110. 赵国公长孙无忌
111. 兵部尚书李大亮
112. 礼部尚书虞世南
113. 工部尚书阎立德（阎让）
114. 紫符观道士薛赜
115. 散骑常侍姚思廉
116. 江夏王李道宗
117. 夔国公刘弘基
118. 观国公杨恭仁
119. 子右屯卫将军杨思训
120. 邳国公长孙顺德
121. 幽州都督长孙敞
122. 郯国公张公谨
123. 虢国公张士贵
124. 西平王李琛
125. 丹阳郡公李客师
126. 雁门郡公梁建方
127. 同安郡公郑仁泰
128. 朔方公执失善光
129. 左戎卫大将军杜君绰
130. 右武侯大将军丘行恭
131. 右武卫大将军公孙武达
132. 河南县公元仲文
133. 皖城郡公张俭（张世师）
134. 范阳郡公张延师
135. 大将军史大奈
136. 衡州刺史萧邺
137. 太学博士王恭
138. 原州都督李正明
139. 继往绝可汗阿史那步真
140. 大将军阿史那德昌
141. 宁州刺史窦义节
142. 大将军史奕
143. 将军贺拔俨
144. 清河恭公斛斯政则
145. 潞国公薛万均
146. 左屯卫大将军阿史那道真（阿史那社尔之子）
147. 凉国公契苾何力
148. 右武卫大将军薛咄摩（薛延陀伊特勿失可汗）
149. 于阗王尉迟光（伏阇信）
150. 宗正卿李芝芳
151. 光禄卿房光义
152. 并男原州别驾房晖
153. 咸阳县丞房曜
154. 卫尉卿房光敏
155. 并男阆州刺史房诞
156. 左金吾将军房先忠
157. 清河郡主婿赠鸿胪卿窦廷兰
158. 金州刺史虞正松
159. 吏部郎中马觊
160. 临淮公李规
161. 中山王李琚
162. 汝州别驾房渐
163. 左清道率房恒
164. 雍州长史李弼
165. 原州都督史幼虔
166. 陕王府司马史为谦
167. 大将军苏泥热
168. 大将军贺兰整
169. 大将军怀德公于伯亿
170. 大将军李森
171. 大将军公孙雅靖
172. 横野军都督拔拽
173. 都督浑大宁
174. 将军仇怀古
175. 将军麻仁靖
176. 将军何道
177. 将军徐定成
178. 将军康野
179. 将军元思玄
180. 将军李承祖
181. 将军薛承庆
182. 右卫郎将军尉迟昱
183. 中郎将段存爽
184. 左武衛將軍、金城郡公麴智勇

## 昭陵十四国酋长、蕃王石刻像
1. 突厥颉利可汗、右卫大将军阿史那咄苾
2. 突厥突利可汗、右卫大将军阿史那什钵苾
3. 突厥乙弥泥熟俟利苾可汗、右武卫大将军阿史那思摩
4. 突厥答布可汗、右卫大将军阿史那社尔
5. 薛延陀真珠毗伽可汗
6. 吐蕃赞府松赞干布
7. 新罗乐浪郡王金真德
8. 吐谷浑乌地也拔勤豆可汗
9. 龟兹王诃黎布失毕
10. 于阗王伏闍信
11. 焉耆王龙突骑支
12. 林邑王范头利
13. 婆罗门帝那伏帝国阿羅那順